# Théra (obecní jednotka)
Théra (řecky Θήρα) je řecká obecní jednotka na ostrově Théra v Egejském moři v souostroví Kyklady. Do roku 2011 byla obcí. Nachází se v jižní části ostrova a zahrnuje také přilehlé ostrovy Nea Kameni, Palea Kameni, Aspronisi a menší ostrůvky. Na severu sousedí s obecní jednotkou Oia. Je jednou ze dvou obecních jednotek na ostrově.

## Obyvatelstvo
Obecní jednotka Théra se skládá z 12 komunit. V závorkách je uveden počet obyvatel komunit a sídel.
- Obecní jednotka Théra (14005)
  - komunita Akrotiri (489) — Agios Nikolaos (54), Akrotiri (355), Faros-Mesa Chorio (80),
  - komunita Emborios (3085) — Agios Georgios (343), Emborios (1938), Exomitis (126), Perissa (678),
  - komunita Episkopi Gonias (1462) — Episkopi Gonias (118), Kamarion (1344),
  - komunita Exo Gonias (395) — Exo Gonias (326), Peribolia (69),
  - komunita Fira (1857) — Exo Gialos (71), Exo Katokies (26), Fira (1616), Mesa Katokies (26), Ormos Firon (0) a ostrovy Askania (0), Aspronisi (0), Eschati (0), Nea Kameni (0), Palea Kameni (1), Christiana (0),
  - komunita Imerovigli (535) — Imerovigli (431), Panagia Kalou (104),
  - komunita Katerados (1293) — Exo Gialos (55), Katerados (1238),
  - komunita Megalochori (594) — Megalochori (594),
  - komunita Mesaria (2092) — Mesaria (1593), Monolithos (499),
  - komunita Pirgos Kallisti (912) — Moni Profitis Ilias (19), Ormos Athinios (9), Pirgos Kallisti (884),
  - komunita Vothonas (756) — Agia Paraskeni (57), Vothon (699),
  - komunita Vouvoulos (535) — Vouvoulos (535).